# When Love Met Destruction
When Love Met Destruction — второй мини-альбом американской метал-группы Motionless in White, вышедший 17 февраля 2009 года на лейбле Tragic Hero Records.

## История создания
When Love Met Destruction был записан в родном городе группы, через год после выхода дебютного EP — The Whorror. Изначально это был полноформатный альбом, выпущенный на лейбле Masquerade Recordings в 2008 году ограниченным тиражом. Всего существовало тысяча копий альбома, содержащего в себе одиннадцать треков. Однако после привлечения внимания более крупного лейбла Tragic Hero Records, коллектив принимает решение перезаписать шесть из одиннадцати песен альбома, которые затем и станут EP-версией When Love Met Destruction. В форме мини-альбома запись и стала широко известна.
Некоторые песни из оригинальной версии When Love Met Destruction позднее были переделаны в новые. Так, трек «Bananamontana» превратился в «City Lights», а припев «When Love Met Destruction» был переделан и включён в песню «Creatures». Оба трека, наряду с «We Only Come Out at Night», были включены в полноформатный альбом группы Creatures 2010 года.

#### Ghost in the Mirror
В 2009 году был выпущен сингл «Ghost in the Mirror» и клип на него. Существует версии как с цензурой, так и без неё. Последняя появилась позже в Интернете, и в ней содержались кадры с изображением мужчины в больнице с медсестрой, покрытой кровью. Имеет ли коллектив какое-либо отношение к нецензурной версии клипа на свою же песню — неизвестно.

## Список композиций
Все песни были написаны Крисом «Motionless» Черулли.
| №                   | Название                                       | Длительность |
| ------------------- | ---------------------------------------------- | ------------ |
| 1.                  | «To Keep from Getting Burned»                  | 3:30         |
| 2.                  | «Ghost in the Mirror»                          | 3:37         |
| 3.                  | «Whatever You Do... Don't Push the Red Button» | 3:35         |
| 4.                  | «Destroying Everything»                        | 5:02         |
| 5.                  | «Billy in 4-C Never Saw It Coming»             | 4:03         |
| 6.                  | «The Seventh Circle»                           | 3:32         |
| Общая длительность: | Общая длительность:                            | 23:30        |

| №                   | Название                                       | Длительность |
| ------------------- | ---------------------------------------------- | ------------ |
| 1.                  | «When Love Met Destruction»                    | 2:15         |
| 2.                  | «To Keep from Getting Burned»                  | 3:30         |
| 3.                  | «Ghost in the Mirror»                          | 3:37         |
| 4.                  | «Destroying Everything»                        | 5:02         |
| 5.                  | «Whatever You Do... Don't Push the Red Button» | 3:35         |
| 6.                  | «She Never Made It to the Emergency Room»      | 3:32         |
| 7.                  | «Billy in 4-C Never Saw It Coming»             | 4:03         |
| 8.                  | «We Only Come Out at Night»                    | 2:49         |
| 9.                  | «Bananamontana»                                | 3:05         |
| 10.                 | «The Seventh Circle»                           | 3:35         |
| 11.                 | «Apocolips»                                    | 3:58         |
| Общая длительность: | Общая длительность:                            | 38:53        |

## Участники записи
Motionless in White
- Крис «Motionless» Черулли — вокал, дополнительная гитара
- Райан Ситковски — соло-гитара
- Томас «TJ» Белл — ритм-гитара, вокал
- Фрэнк Поламбо — бас-гитара
- Джошуа Болз — клавишные, бэк-вокал
- Анджело Паренте — ударные

Дополнительные музыканты
- Майк Костанза — соло-гитара (оригинальная версия)

## Заметки
- Песня «Ghost in the Mirror» содержит отсылки к американскому музыкальному анимационному фильму в жанре темного фэнтези «Труп невесты».